# Referendum niepodległościowe w Macedonii w 1991 roku
Referendum niepodległościowe w Macedonii w 1991 roku – referendum niepodległościowe, które odbyło się w SR Macedonii 8 września 1991 roku. Za niepodległością opowiedziało się 95,26% głosujących przy frekwencji wynoszącej 75,74%, w związku z czym Macedonia odłączyła się od Jugosławii, stając się odrębnym państwem.

## Wyniki głosowania
Wyniki głosowania referendum niepodległościowego w Macedonii 8 września 1991 roku:
| Głosy          | Liczba głosów | %     |
| -------------- | ------------- | ----- |
| Za             | 1,079,308     | 95,26 |
| Przeciw        | 39,639        | 3,50  |
| Głosy nieważne | 13,648        | 1,20  |

| Głosujących ogółem                | 1,132,981 |
| Liczba uprawnionych do głosowania | 1,495,807 |
| Frekwencja                        | 75,74%    |